# Rue de Quatrecht
La rue de Quatrecht (en néerlandais : Kwatrechtstraat) est une rue bruxelloise de la commune de Schaerbeek qui va de la rue Verte à la rue du Progrès en passant par la rue de Brabant, la rue d'Aerschot et en passant sous les lignes de chemin de fer de la gare du Nord. Elle est prolongée par la place Solvay.

## Histoire et description
Quatrecht est une ancienne commune, située dans la province de Flandre-Orientale près de Gand, qui a payé un lourd tribut lors de la Première Guerre mondiale. Anciennement, elle s'appelait rue Impériale, mais a été renommé après la Première Guerre mondiale.
La numérotation des habitations va de 1 à 49 pour le côté impair, et de 2 à 38 pour le côté pair. Une station Villo!, la station no 162, se trouve rue de Quatrecht, entre la rue de Brabant et le pont SNCB.